# Avril 1861

## Événements
- 2 avril :
  - transfert des cendres de l'Empereur Napoléon Ier de la chapelle de Saint-Jérôme dans la crypte des Invalides;
  - le comte Philippe Antoine d'Ornano (77 ans), héros des guerres du Premier Empire, est nommé maréchal de France.
- 6 avril : 
  - Lord Canning, gouverneur général de l’Inde britannique, sépare les territoires de Zanzibar et de Mascate et Oman.
  - Inauguration d'un pont ferroviaire sur le Rhin entre Strasbourg et Kehl.
- 12 avril :
  - Empire russe : répression du soulèvement de Bezdna, dans le gouvernement de Kazan, où les paysans réclament tout de suite la liberté et les terres. Leur leader Anton Petrov est exécuté.
  - Bataille de Fort Sumter. Début de la Guerre de Sécession. Les combats, symboliques, pour Fort Sumter, à Charleston en Caroline du Sud sont les premiers de la guerre, et mettent fin aux négociations.
- 18 avril : des missionnaires catholiques français s’installent à Ouidah, au Dahomey.
- 23 avril : le nouveau bey de Tunis, Sadok Bey promulgue une constitution qui sépare les pouvoirs exécutif, judiciaire et législatif. Les pouvoirs du bey sont limités, de nouvelles cours de justice et un conseil suprême collaborant à la fois avec un parlement et une cour suprême sont créés.
- 25 avril, France : fondation du quotidien libéral Le Temps qui sera édité jusqu'en 1942.

## Naissances
- 1er avril : Margaret Saunders, artiste.
- 6 avril : Stanislas de Guaita, poète, occultiste français.
- 14 avril : Jean-Francisque Delmas, chanteur d'opéra.
- 15 avril : Bliss Carman, poète.